# Список умерших в 1035 году

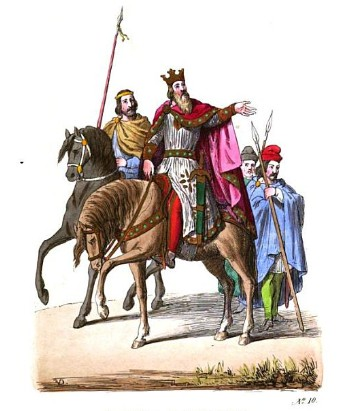
Бодуэн IV Бородатый

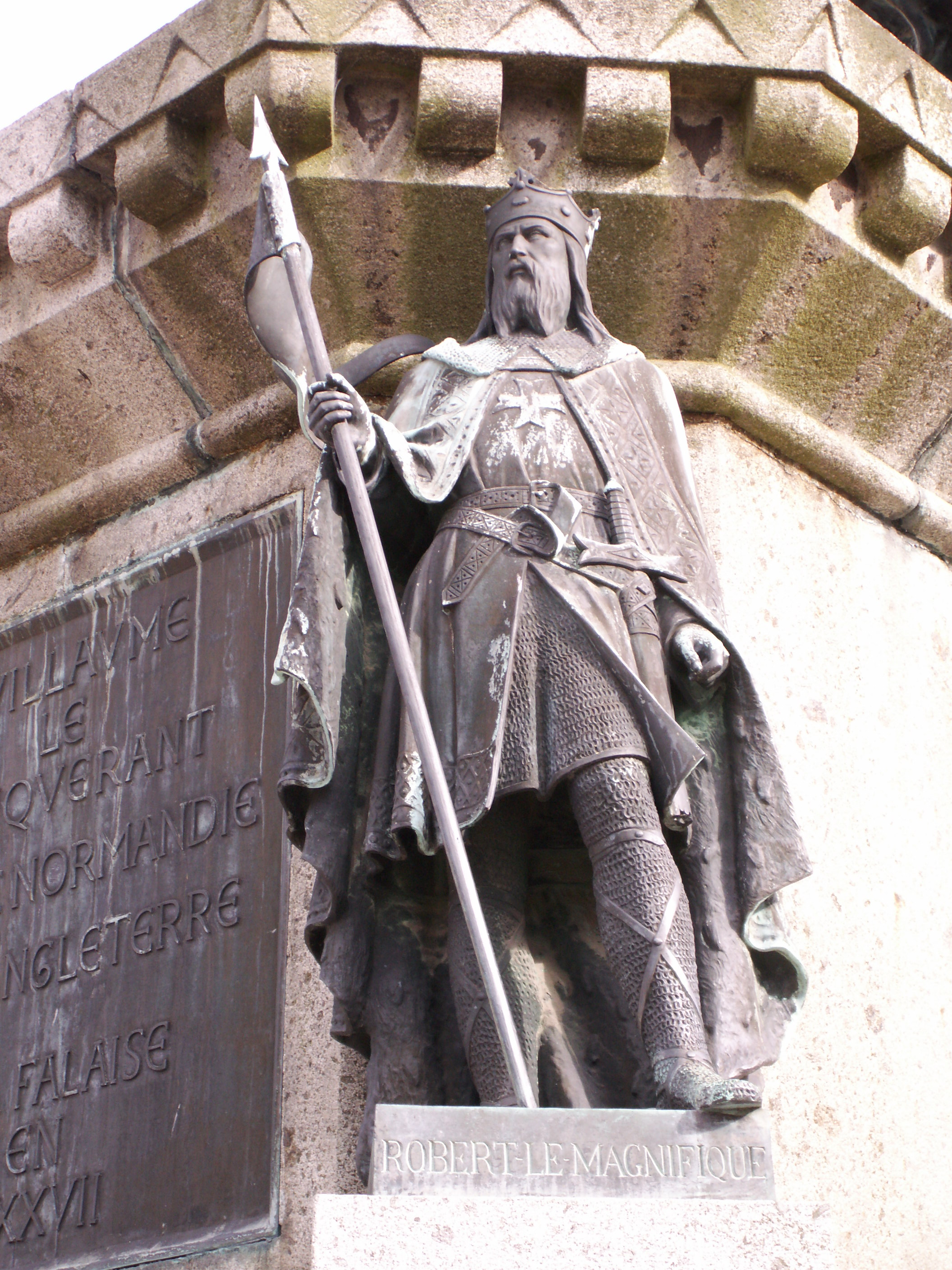
Роберт Дьявол

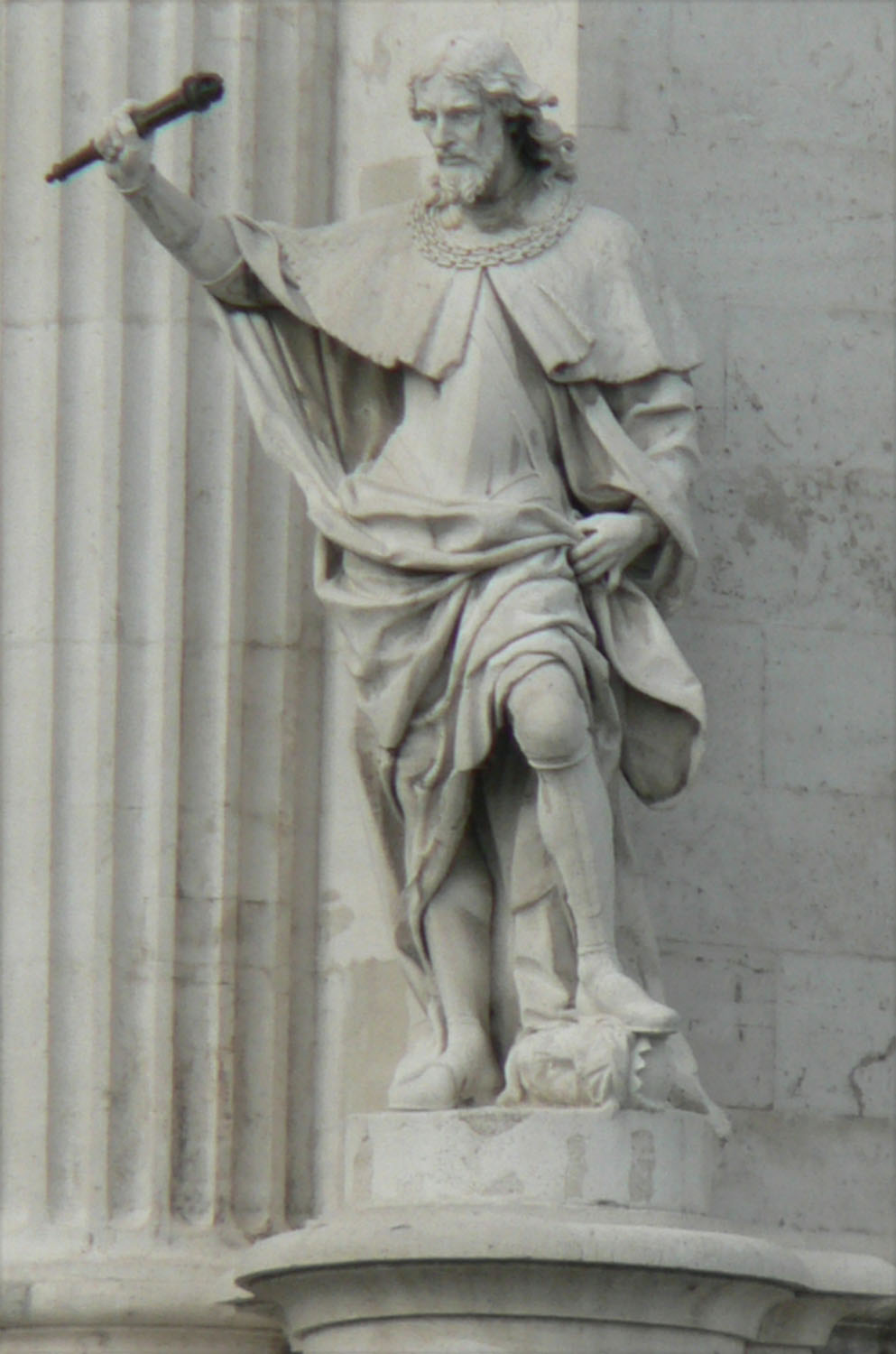
Санчо III Гарсес Великий

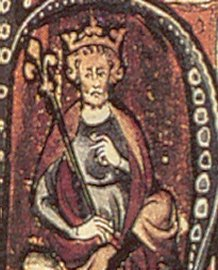
Кнуд Великий

В этой статье представлен список известных людей, умерших в 1035 году.
См. также: Категория:Умершие в 1035 году

## Май
- 30 мая — Бодуэн IV Бородатый — граф Фландрии с 987 года.

## Июнь
- 14 июня — Симеон Трирский — византийский монах, католический и местночтимый православный святой.

## Июль
- 3 июля — Роберт Дьявол (Великолепный) — герцог Нормандии с 1027 года

## Октябрь
- 16 октября — Свен Кнутссон — правитель Норвегии (1030—1035), сын и наместник в Норвегии Кнуда Великого
- 18 октября — Санчо III Гарсес Великий — король Наварры (1000/1004 — 1035), граф Арагона (как Санчо II) (1000/1004—1035), граф Кастилии (1029—1032), убит.

## Ноябрь
- 3 ноября — Эрменгол Урхельский — епископ Урхеля с 1010 года, святой католической церкви.
- 4 ноября — Яромир — князь Чехии (1003, 1004—1012, 1033—1034)
- 12 ноября — Кнуд Великий — король Англии с 1016 года, король Дании с 1018 года, король Норвегии с 1028 года.
- Абу Исхак ас-Салаби — исламский богослов, толкователь Корана, историограф.

## Дата неизвестна или требует уточнения
- Абу Али ибн Мухаммад — правитель из династии Гуридов.
- Ангельберт III де Бриенн — граф де Бриенн (с 1027).
- Астрид Олафсдоттир — шведская принцесса, королева-консорт Норвегии, жена Олава II.
- Беренге́р Рамо́н I Горбун — граф Барселоны, Жироны и Осоны с 1017 года (самостоятельно с 1023 года).
- Веласкита Рамирес[англ.] — королева-консорт Леона (ок. 985—989), первая жена короля Бермудо II.
- Гильем II — первый граф Верхнего Пальярса (с 1011).
- Императрица Го[англ.] — императрица-консорт Китая (1024—1033), жена императора Жэнь-цзуна.
- Дрого — граф Амьенский (ок. 1017—1035)
- Иоанн I — митрополит Киевский (1008/18—ок.1035)
- Маредид ап Эдвин — король Дехейбарта с 1033 года.
- Транд с Гаты — бонд с Фарерских островов, главный персонаж в «Саге о фарерцах»
- Харун ибн Алтунташ[англ.] — хорезм-шах (1032—1035), точнее, газневидский губернатор в Хорезме
- Эстрид Ободритская — королева-консорт Швеции (1000—1022), жена короля Олафа Шётконунга.
- Яхъя аль-Мутали — халиф Кордовы (1021—1022, 1025—1027), основатель и правитель тайфы Малаги (1027—1035).